# جهاز ضغط القلب الكهربائي

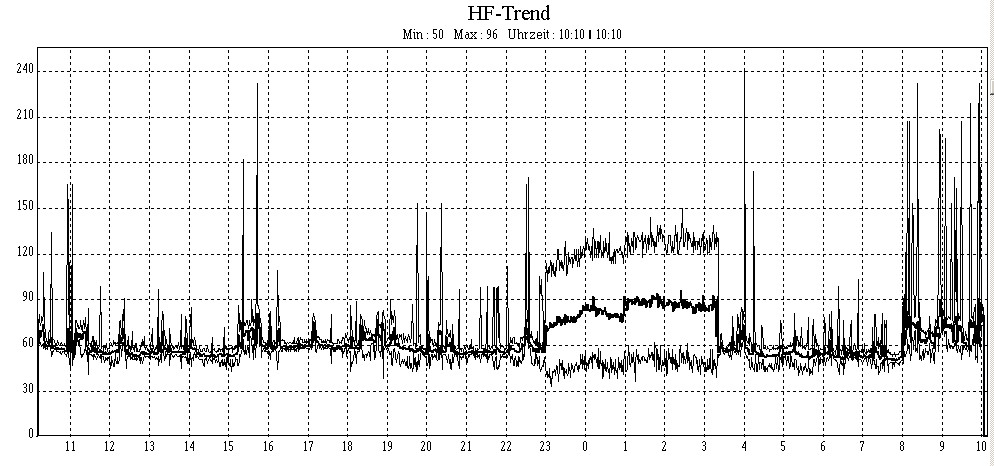
الرجفان الأذيني مسجل من قبل جهاز هولتر.

جهاز تخطيط كهربائية القلب السامح بالتجول أو مرقاب تخطيط كهربائية القلب السامح بالتجول أو جهاز هولتر (بالإنجليزية: Holter monitor)‏ هو جهاز محمول لرصد النشاط الكهربائي بشكل مستمر لِـ نظم القلب والأوعية الدموية لمدة 24 ساعة على الأقل (في كثير من الأحيان لمدة أسبوعين في كل مرة). قام باختراع الجهاز الفيزيائي الأمريكي نورمان (Norman Holter)، والذي اخترع أيضا جهاز لقياس مراقبة القلب عن بعد في عام 1949.

## الاستخدامات
الاستخدام الأكثر شيوعا للهولتر هو لرصد نشاط القلب (تخطيط القلب الكهربائي أو ECG)، ولكن يمكن أن تستخدم أيضا لرصد نشاط الدماغ (رسم المخ EEG ) أو الضغط الشرياني. في الفترة الممتدة تسجيل في بعض الأحيان مفيدة لمراقبة عدم انتظام ضربات القلب في بعض الأحيان أو الصرع الأحداث التي من شأنها أن يكون من الصعب تحديد في فترة زمنية أقصر. للمرضى وجود أعراض أكثر عابرة، ورصد الحدث القلب والتي يمكن ارتداؤها لمدة شهر أو أكثر يمكن استخدامها.
الاستخدام السريري لهذا الجهاز بدأ في وقت مبكر من عام 1960م.

## معرض صور

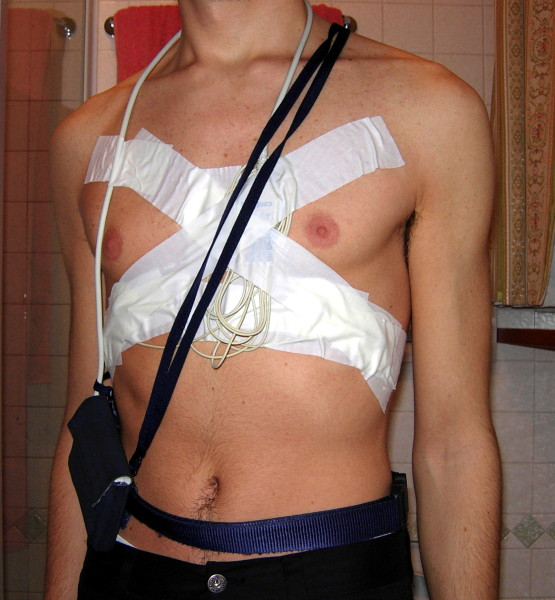
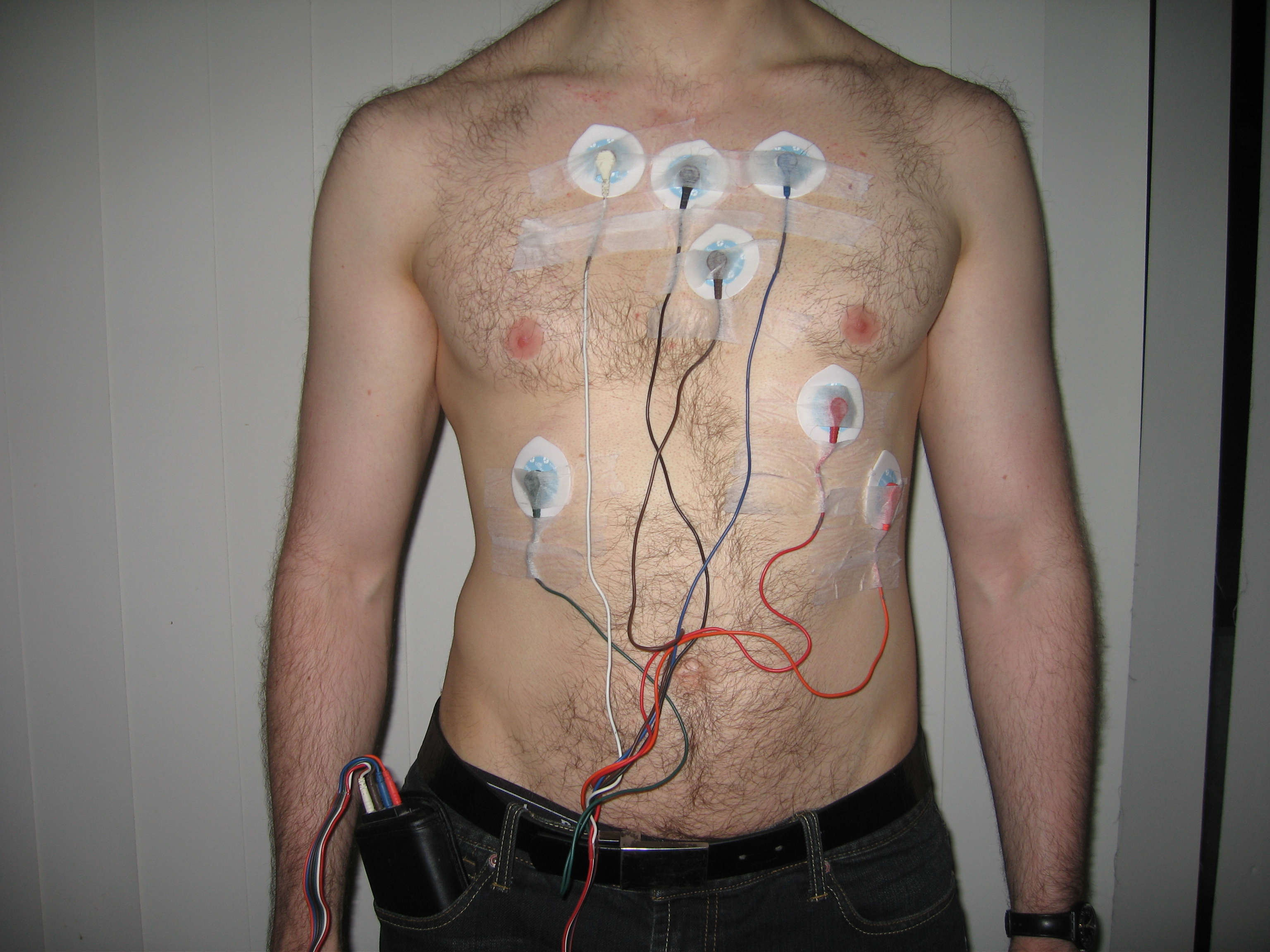
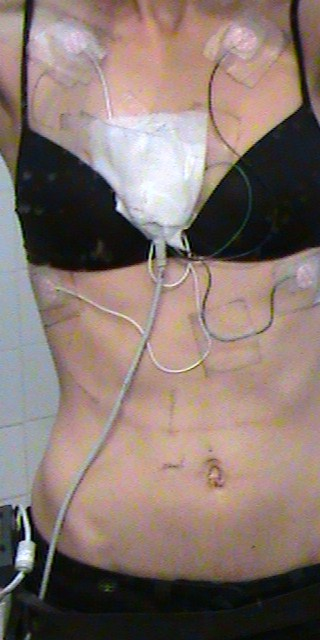

## وصلات اضافية
- Holter monitor - MedLine Plus